# 邓川文庙
邓川文庙，即邓川州文庙，位于云南省大理州洱源县邓川镇洱源二中内，始建于元代，后多次迁建，清光绪二十六年（1900年）重建:246。现存泮池、状元桥、大成殿:246。大成殿坐北向南，五开间，重檐歇山顶建筑:105-107。2020年9月17日公布为第七批大理州文物保护单位。